# Kopernik (krater)
Kopernik je Mjesečev udarni krater smješten u istočnom oceanu Procellarum. Ime je dobio po astronomu Nikolaju Koperniku. Tipizira kratere koji su nastali tijekom vremena Kopernika jer ima istaknut sustav pruga. Promjea je 90 km, dubok 4 km, središnje gore visoke 1,2 km, a rubni prsten visok 1 km nad okolinom. 

## Karakteristike
Kopernik je vidljiv dvogledom, a nalazi se malo sjeverozapadno od središta Mjesečeve polutke okrenute Zemlji. Južno od kratera nalazi se Mare Insularum, a na jugozapadu krater Reinhold. Sjeverno od Kopernika nalazi se Montes Carpatus, koji leži na južnom rubu Mare Imbriuma. Zapadno od Kopernika skupina je raspršenih mjesečevih brežuljaka. Zbog svoje relativne mladosti, krater je od svog formiranja ostao u relativno netaknutom obliku. 
Kružni obruč ima prepoznatljiv šesterokutni oblik, s unutarnjim zidom na kojem je terasa i 30 km širok, kosi bedem koji se spušta gotovo kilometar do okolnih mjesečevih mora. Vidljive su tri različite terase i klizišta u obliku luka zbog propadanja unutarnjeg zida kako je krater odstupio. 
Najvjerojatnije zbog svog nedavnog formiranja, kraterov pod nije preplavljen lavom. Teren uz dno je u južnoj polovici brdovit, dok je sjever relativno gladak. Središnji vrhovi sastoje se od tri izolirana planinska uspona koji se penju i do 1,2 km iznad poda. Ti vrhovi međusobno su razdvojeni dolinama i tvore grubu crtu duž osi istok-zapad. Infracrvena promatranja ovih vrhova tijekom 1980-ih utvrdila su da se oni sastoje prvenstveno od maficnog oblika olivina. 
Pruge iz kratera proširile su se na 800 kilometara preko okolne kobile, prelazeći pruge iz kratera Aristarha i Keplera. Pruge su manje različite od dugih, linearnih pruga koje se protežu od Tychoa, umjesto toga stvaraju maglovit uzorak sa šljokičastim oznakama. Na više mjesta pruge leže pod kutovima pogleda, umjesto da stvaraju pravi radijalni rastvor. Opsežan uzorak manjih sekundarnih kratera može se uočiti i oko Kopernika, detalj koji je 1680. prikazao na karti Giovanni Cassini. Neki od tih sekundarnih kratera tvore sinusne lance u izbacivanju. 
Lunar Orbiter 2 je 1966. fotografirao krater iz kosa. U tom periodu je NASA-in znanstvenik Martin Swetnick ovu detaljnu sliku mjesečeve površine nazvao "jednu od velikih slika stoljeća", a naknadno ga je citirao časopis Time.
Misija Apollo 12 sletila je južno od Kopernika na bazaltno more Oceanus Procellaru, za koje se vjerovalo da su na putu jedne od kraterovih zraka, a znanstvenici su se nadali kako će uzrasti kozmičkih zraka uzoracima tla pomoći u ograničavanju dobi kratera. Rezultati su bili nedovoljno jasni, ali nisu u neskladu s procijenjenom starošću kratera u 800 milijuna godina. Sam Kopernik bio je moguće mjesto slijetanja otkazane misije Apollo 20. 